# Михальский, Михал

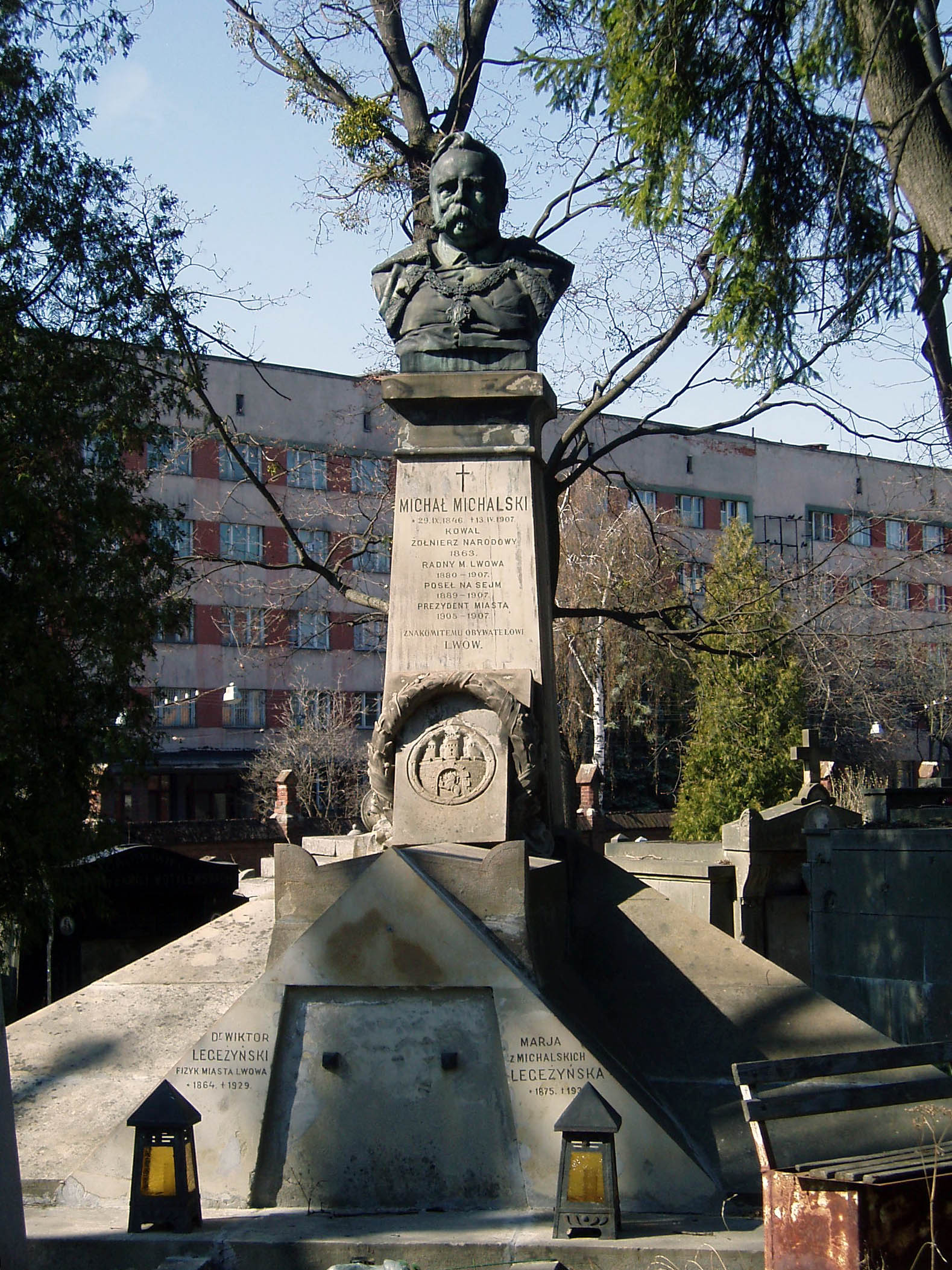
Памятник на могиле М. Михальского

Михал Михальский (пол. Michał Michalski; 29 сентября 1846, Лемберг, Австрийская империя — 13 апреля 1907, Лемберг, Австро-Венгрия (ныне Львов, Украина)) — польский общественный деятель, президент Львова и посол (депутат) Галицкого краевого Сейма, предприниматель. Участник январского восстания 1863 года.

## Биография
Сын ремесленника. Учился кузнечному делу. После начала польского восстания 1863 года вступил добровольцем в отряд повстанцев «Зуавы смерти». Принимал участие в сражении у с. Порыцко на Волыни (2-3 октября 1863). После подавления восстания ненадолго был заключён в тюрьму. Выйдя на свободу, вернулся к своей профессии. В 1873 году стал мастером, открыл собственную кузнечную мастерскую, которая в 1879 году была преобразована в вагоностроительный завод.
В 1880 году впервые был избран во Львовский городского совет. С 1896 года — второй вице-президент Львова, в 1899 года — первый вице-президент. В июле 1905 года стал Президентом Львова.
Общественный деятель. С июля 1889 года и до своей смерти он был депутатом Львова в Галицком краевом сейме.
Был членом Польского гимнастического общества «Сокол», Торгово-промышленной палаты во Львове, Национальной промышленной комиссии, Комитета по цензуре Национального банка, Административного совета Фонда Скарбека, Наблюдательного совета львовского Промышленного музея. Нескольких лет — президент Стрелецкого общества Львова.
Ходит легенда, по которой в 1898 года во время открытия памятника королю Яну III Собескому сказал, что королевский конь плохо подкован.
Скоропостижно скончался 13 апреля 1907 г. Похоронен на Лычаковском кладбище.
Памятник на его могиле в 1909 года создал Тадеуш Блотницкий. На мемориальной доске памятника начертано: «Кузнец. Народный солдат 1863 года. Депутат Сейма, президент города 1905—1907. Известный гражданин Львова».